# Iglesia de Santa María (Tobed)
La iglesia de Santa María o también conocida como Iglesia de La Virgen de Tobed es una iglesia cuya tipología fue definida por el profesor Gonzalo M. Borrás Gualis como iglesia-fortaleza católica de estilo mudéjar sita en el municipio de Tobed (provincia de Zaragoza, España), construida entre 1356 y 1405-1410.
Fue declarada, junto a otros 6 monumentos aragoneses, especialmente destacada entre el conjunto de monumentos de estilo mudéjar considerados Patrimonio de la Humanidad por la Unesco en 2001.
Promovida por la Orden del Santo Sepulcro de Calatayud, es prototipo de iglesia-fortaleza, concepto único en la España de la época. Exteriormente está concebida para la defensa, con una galería perimetral y un adarve de defensa.
La Orden del Santo Sepulcro decidió construirla ante la guerra entre Pedro IV de Aragón el Ceremonioso  y Pedro I de Castilla el Cruel. Servía como Iglesia y como defensa cerca de la frontera con Castilla.
Para el altar mayor de la iglesia realizó el pintor Jaume Serra un retablo actualmente conservado en el Museo del Prado.

## Enlaces externos

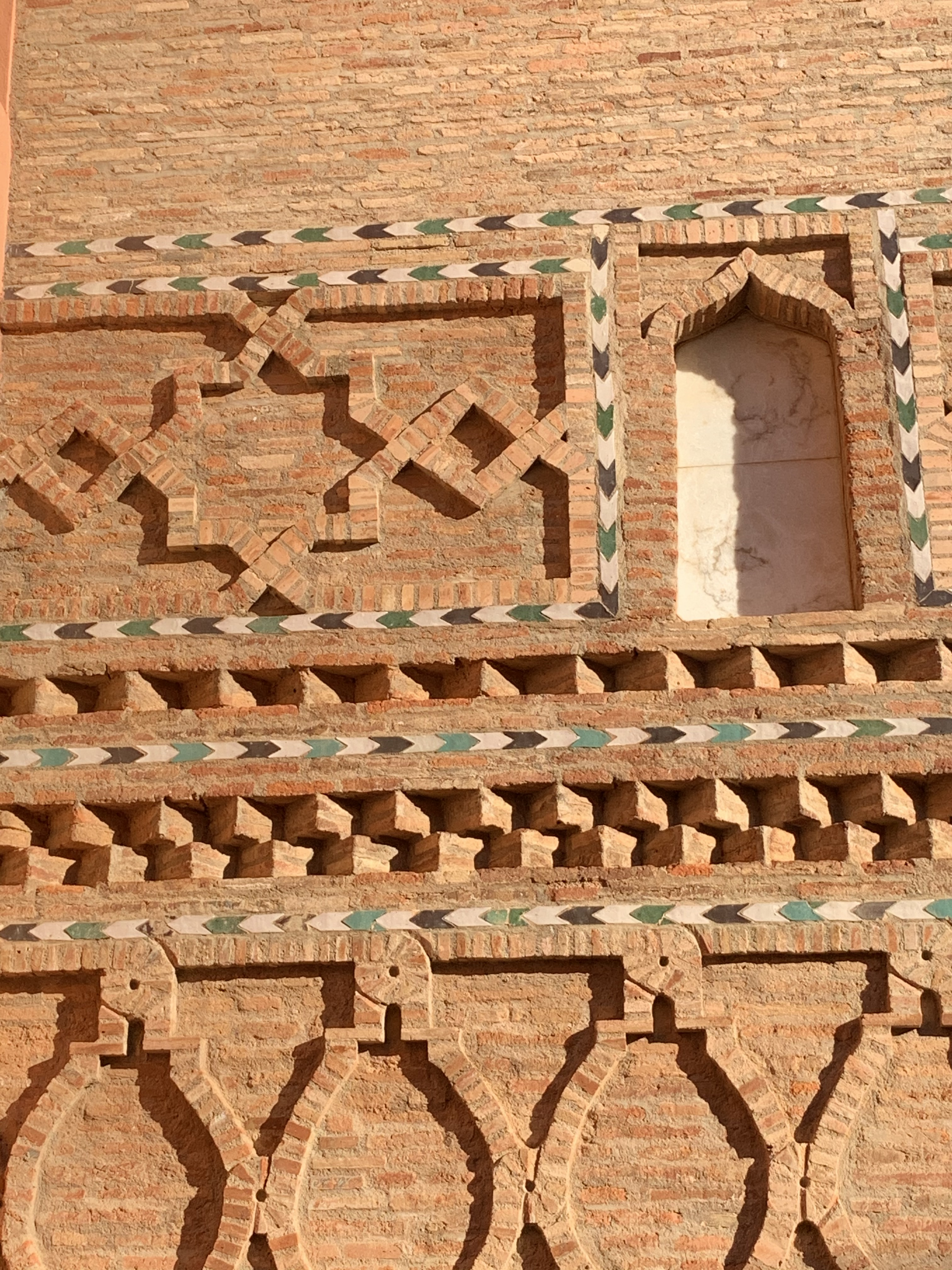
Detalle mudéjar Iglesia de Santa María Tobed